# Tronåsen
Der Tronåsen oder  Tronåsvegen ist eine historische Straßenverbindung in Süd-Norwegen. Sie befindet sich zwischen der E 39 und Sira (ca. 20 km entfernt von Flekkefjord) und wird heute nur noch als Touristenstraße und nicht mehr als normaler Verkehrsweg benutzt.
Der Pass ist nur im Sommer geöffnet und ist nur als Einbahnstraße in Richtung Sira und nur für PKW befahrbar. Aufgrund der geringen Straßenbreite eignen sich dafür wirklich nur PKW bis zu einer Breite von 1,90 Metern, nicht jedoch Wohnmobile oder PKW mit Anhänger.
Die Strecke ist rund fünf Kilometer lang und schmal, mit sehr engen Serpentinen und einer enormen Steigung von über 25 %, teilweise sogar 33 %.
Um 1930 war der Tronåsen ein Teilstück der Rallye Monte Carlo. Seit 1945 wird der Tronåsen als Straße nicht mehr verwendet, aber als Touristenstraße erhalten. Ein braunes Schild an der E 39 weist den Weg zur Einfahrt. Der Beginn der Straße ist bei Tronvik an der E39.
Das Ende des Tronåsen wird durch die 52 Meter lange historische Hängebrücke Bakke bru markiert. Von dort aus kommt man wieder auf die E39.